# 科學戰隊炸藥人
《科學戰隊炸藥人》，是由日本東映製作的《超級戰隊系列》第7部特攝作品，於1983年（昭和58年）2月5日至1984年1月28日期間每週六下午6時在朝日電視台首播。
另外，此作於第1-8集的播放時間長度為約24-25分鐘（不包括廣告時間）；但由第9集開始每集播放時間長度皆縮短至約19-20分鐘。

## 作品特色
- 此作在畫面呈現上大量使用納磅彈與色粉營造出各式華麗的爆炸場面。據製作人鈴木武幸（日语：鈴木武幸）的說法，這是「歷年以來火藥使用量最高」的一作。
- 在原先企劃提案中，炸藥人的服裝是棒球的球衣作為概念而設計，還設定了黑跟藍有著「金雞獨立打法」的招式，故原先的企劃戰隊名為《野球戰隊》，最後並無採用。
- 由於前作《大戰隊風鏡V》相關週邊商品銷售不佳（合體機械人與母艦除外），波及到了製造商品的41家公司，所幸的是此作仍有30家公司願意繼續支持。在如此困苦的環境下開始拍攝的此作，卻意外地由黑翻紅創造了新的商業奇蹟，商品方面使得玩具公司BANDAI賺進了95億日元。此後，《超級戰隊系列》便成為了萬代的招牌之一。
- 作為「八手三郎」系列的戰隊，此作強化戰鬥服則去除了以往戰隊擁有的圍巾設定。
- 首支戰隊則由不隸屬任何組織的民間人士成立兼任指揮官（夢野久太郎）。
- 此作戰士炸藥黑的強化裝甲（Battle Tector）亦成為了往後戰隊強化裝甲的雛形。

## 故事概要
遠古時代，墜落於地球上的隕石中殘存的生命物質在地底下經過長年的進化成為了有尾人一族－邪進化帝國。因尾巴的數量代表其身分的象徵的特有文化，將利用他們超乎人類想像的科學力征服地上的人類，以讓日本各地火山噴發為第一步，開始了侵略地上世界的行動。
然而，察覺到其存在及陰謀的科學家夢野久太郎，召集了五名智慧與體力也相當優秀的年輕人到自己所營運的發明中心來，也正式宣布科學戰隊的成軍。五人身穿夢野博士開發的戰鬥強化服後成為「科學戰隊炸藥人」，並銜命全力阻止邪進化帝國侵略的邪惡野心。

## 登場角色

### 科學戰隊炸藥人
科學戰隊炸藥人，由夢野博士召集的五名戰士，五人皆為準研究學者。
彈 北斗（だん ほくと）／ 炸藥紅
演：沖田智
炸藥人的隊長。
出身於北海道的準科學家，同時也是越野機車賽的箇中好手，懷抱著世界第一夢想的他致力於開發出無公害的氫引擎。
對於機械相當擅長，但其發明卻往往較欠缺實用性。
從少年時期便開始學習劍道，亦擅長其他武術。
由於在自己出生的同時其母親便離世，故對於奪走母親與孩子之間的母愛的作戰格外憤怒。
星川 龍（ほしかわ りゅう）／ 炸藥黑
演：春田純一
炸藥人的副隊長，為夢想著能與宇宙人成為朋友的準天文學家。
為伊賀流忍者的子嗣，有著超人般的體力。在不變身的狀態下，也能使出各種忍術。
個性樂觀風趣，並總是以遊刃有餘的態度面對各種危機事態。
島 洋介（しま ようすけ）／ 炸藥藍
演：卯木浩二
出身於石垣島的準海洋學家。
喜愛海洋的一切，並著手研發人工鰓。
相當擅長水中戰、中國武術及拳法。
南鄉 耕作（なんごう こうさく）／ 炸藥黃
演：時田優
出身於九州鹿兒島的準植物學家。
專心致力於植物的品種改良，並懂得各種花語，而因其開朗坦率的個性亦受到小孩們的喜愛。
擅長使用狩獵工具及射擊，駕駛汽車能力出眾。
喜歡吃拉麵，還因此特地設計了5秒鐘便能吃拉麵的機器。
立花 麗（たちばな レイ）／ 炸藥粉紅
演：萩原佐代子
炸藥人中唯一的女性隊員。
專研手語溝通以及動物們的對話的準動物學家，同時亦是西洋劍擊高手。
能透過自身開發的機器翻譯老鼠、熊、狗的語言，但對貓過敏。
其他登場作品：《豪快者 護星者 超級戰隊199英雄大決戰》
夢野 久太郎（ゆめの きゅうたろう）
演：島田順司
炸藥人的創立人兼司令官，而平時對外身份為夢野發明中心的所長，暱稱「發明大叔」。
以自身投放大量資金創立炸藥人，同時亦是精通醫學與劍道的科學家。
其原姓氏為「遠山（とおやま）」，過去曾成功研發雷特洛基因，殊不知自己因而成為邪進化的目標，而其戀人亦因此離世。

### 有尾人一族 邪進化帝國
有尾人一族 邪進化帝國，於遠古時代墜落到地球上的隕石中生命物質，長久以來寄居於地底進行著自主進化，並成為了能自由操縱火山的地底支配者「有尾人」之帝國，通稱「邪進化」。
為卵生生物，並且會以尾巴數目象徵其在帝國的地位（尾巴數目越多其地位則會越高）。
十分藐視沒有尾巴的人類，並視其為「下等生物」，在無法透過實驗讓人類長出尾巴後，便乘著有如怪物一般外觀的巨大攻擊要塞－格蘭吉茲摩，向地面上的人類展開侵略行動。
亞頓
聲：渡部猛
邪進化的支配者，九尾。
因傳說中擁有「十尾」的有尾人則能獲得不老不死的超魔力，因此亞頓十分渴望成為「十尾」。
後期因潔諾比亞與暗黑騎士陷害對其忠心耿耿的卡亞而對其失去信任，直至知悉真相以及卡亞戰逝後便決心替其報仇。
最後亞頓則以帝王劍與暗黑騎士正面單挑時卻不敵之，後來當他得知暗黑騎士就是梅基度時亦承認了梅基度的成長，最後亞頓讓出其寶座並托咐奇梅拉將帝王劍交予梅基度後便告終。
卡亞
演：石橋雅史
邪進化的將軍兼帝國第一的科學家，七尾。
負責製造進化獸→機械進化，而其戰鬥能力亦甚高。
對帝國極為忠誠，與亞頓建立良好的互信關係。
然而後期卻遭到潔諾比亞與暗黑騎士的詭計所誣陷，為了證明自身的清白而直接與炸藥人正面對決，結果在承受了對方的New Super Dynamite的衝擊威力而身負重傷，而最後卡亞以最後氣力讓電腦龍巨大化後則壯烈逝去。
後來奇梅拉找到卡亞於生前為了一旦遇上不測時而預錄的影像，而Mecha Progressor亦根據影像中的卡亞聲紋而自動製造最後的機械進化－烈焰斯芬克斯。
梅基度
演：林健樹／聲：飯田道郎（暗黑騎士時期）
亞頓的兒子。
原為五尾，但在與炸藥人的首場戰鬥中則被炸藥紅斬去了一根尾巴，至此對其懷恨在心。
與奇梅拉為鬥氣冤家，而自己本身亦較缺乏身為王子的尊嚴。
是個劍術高手，而其初期武器則為邪神劍。
後期梅基度因過往的屢敗而讓潔諾比亞趁機落井下石，在其父王亞頓面前成為大罪人並棄之不顧，在飽受屈辱地被潔諾比亞斬去所有尾巴後則被送進千年洞窟內。
而在被囚禁洞窟中的梅基度其內心則不斷累積對潔諾比亞的恨意與父親的哀怨，更重要的是想擊敗炸藥紅的復仇之心支撐著梅基度，但同時亦知悉有關「十尾」的秘密，明白日後的鍛鍊遠比尾巴數量的實質意義更大，而最後在藉一己之力逃離千年洞窟，並以身穿黑色鎧甲的神秘使者「暗黑騎士」的身份暗中在炸藥人與邪進化之間行動。
後來在假意與潔諾比亞合作並成功讓其賠上性命以及在與其父王的單挑中獲勝後，被彈／炸藥紅揭穿其真正身份的梅基度便說明自己所知悉的一切，隨後在獲得亞頓的承認及其寶座後便成為邪進化的新帝王，並且延續其父王征服地上的意願向炸藥人進行最後的決戰，然而最後梅基度則與奇梅拉一同在被Dyna Robo的閃電重力落斬擊之格蘭基茲摩內接受死亡的命運。
奇梅拉
演：香野麻里
於第8集初登場。
梅基度的表妹（其母親為帝王亞頓的妹妹），四尾（短尾，每根尾巴皆呈花瓣型）。
其武器為能變為鞭子的紅棍棒，擅長操弄妖術及變裝，而卡亞將軍對於她的評價亦較梅基度高，同時亦為麗／炸藥粉紅的好對手。
個性粗暴，並且與梅基度為鬥氣冤家。
後期在亞頓逝世後她也成為了邪進化的新女王，而在與炸藥人最後的戰鬥時卻拒絕了梅基度要求她撤回的請求繼續留下與其對抗炸藥人，但最終她還是與梅基度一同接受死亡。
潔諾比亞
演：藤山律子
於第37集初登場。
擅長使用妖力的七尾女將軍，而其武器則為杖。
是個內心狡詐的女人，過往曾為了想篡位成為邪進化的女王而策劃暗殺帝王亞頓，然而卻因行動失敗而被囚禁於千年洞窟內。
在以自身的力量逃出千年洞窟後，假意回頭效忠亞頓，但其野心卻依然覬覦邪進化的最高權力者王座。
在梅基度的接連失敗後，失去耐心的亞頓下令由潔諾比亞斬去梅基度的所有尾巴，並將其送進千年洞窟。然而潔諾比亞在知悉雷特洛基因的存在後，她亦私下接受了與暗黑騎士的聯手（實為對方的設局），打算搶先亞頓一步成為「十尾」。
而最後她擄走了夢野博士並以妖力操控其製作雷特洛基因，隨後她在特殊設計的膠囊裝置內接受雷特洛基因的沐浴而成為了「十尾」，然而卻因力量過於強大導致裝置過熱失控，無法承受的潔諾比亞亦逐漸老化，最終化為一副白骨。
進化獸
為藉由進化獸製造機Progressor（）內的「生命之湯」急速進化後的生命體。
當進化獸遭受過大的損傷時，體內細胞會不斷增殖，加速其進化成巨大化的超進化獸，此過程亦稱為「Big Bang Progress」。
機械進化
為卡亞將軍將「生命之湯」裝設於可對機械產生融合反應的Mecha Progressor（）內，再以生物基因與金屬元素進行合成的進化獸強化版，於第34集首次出現。
其身體能夠承受炸藥人的Super Dynamite；而當遭到炸藥人攻擊而四分五裂時，遠方的格蘭基茲摩則會對其遺骸放射由卡亞將軍研發的光束「Big Bang Beam」，讓之復原並巨大化為超機械進化。
尾巴兵
邪進化最低等的一尾兵卒。
能夠偽裝人類，然而一旦受到驚嚇時其尾巴則會自動露出。
其武器則為具有麻痺敵人效果的劍與機關槍；另外除了一般尾巴兵外，亦有擔任親衛隊或近侍的尾巴兵，而上述後兩者的尾巴兵則會身穿軍服及配戴貝雷帽。
基爾、基拉
演：辻井啓嗣（基爾）、庄司浩和（基拉）
兩人皆為梅基度的隨身侍衛。
然而兩人於一次執行食人花的任務時因遭到炸藥紅的衝擊，結果意外成為食人花的食物。
碧露姬絲
演：安田加壽美
潔諾比亞的隨身侍女，於第37集初登場。
對潔諾比亞忠心耿耿；然而最後在潔諾比亞於特殊設計的膠囊裝置內接受雷特洛基因的沐浴時卻意外被裝置所引發的爆炸波及而死。

## 炸藥人的裝備

### 武器／配備
共同武器／配備
Dyna Brace
炸藥人的變身器兼通訊器。
Dyna Suit
炸藥人變身後所身穿的強化服。
Dyna Rod
炸藥人的萬能型武器。
可變形為「槍」及「戰棍」兩種形態。
個人武器／配備
 炸藥紅
Dyna劍
雙劍，而兩把劍的長度皆長短不一。
 炸藥黑
Cross Cutter
雙迴力鏢，而兩把迴力鏢亦能合體為十字型的迴力鏢。
Battle Tector
身穿於炸藥黑的銀色護甲。
 炸藥藍
Blue Frisbee
飛盤武器，可進行投擲攻擊及防禦。
Surf Jet
水陸兩用之衝浪板。
 炸藥黃
Chain Crusher
附有鐵鍊的雙尖刺鐵球。
 炸藥粉紅
Rose Saber
附有玫瑰的西洋劍。
Flower Shield
附有玫瑰的盾牌，可藉著高速旋轉反彈氣體攻擊。
玫瑰終曲
玫瑰花外型的高性能炸彈。
必殺技
Super Dynamite
炸藥人前期的必殺技。
五人會以龍捲風般旋轉後則聚合為一顆大火球攻擊敵人。
New Super Dynamite
炸藥人後期的必殺技，於第36集首次使用。
為因應Super Dynamite對機械進化獸完全失效，最後五人藉夢野博士的魔鬼特訓而成功誕生的新必殺技。
當五人躍起後於空中合體，並會轉化為一顆會旋轉燃燒的大火球攻擊敵人。
運輸工具
Dyna Falcon
主要由炸藥紅駕駛的戰鬥機車，而裝備武器為導彈Falcon Missile。
Dyna Machine
除了炸藥紅外其餘四人所乘坐的四輪驅動車，並配備導彈Machine Missile及搜索設備等。

### 大型機械
DyJupiter
可收納Dyna Mach、Dyna Mobile與Dyna Garry的巨型航空母艦，而主要武器則為其兩側主翼的導彈Jupiter Missile。
 Dyna Mach
由炸藥紅駕駛的戰機，而其配備武器為雷射Mach Laser與火神炮Mach Vulcan等。
為Dyna Robo的頭部。
   Dyna Mobile
由炸藥黑、炸藥藍共同駕駛的大型四輪戰車。
其配備武器為大型導彈Mobile Missile，也能夠飛行。
為Dyna Robo的身驅及雙手臂。
   Dyna Garry
由炸藥黃、炸藥粉紅共同駕駛的大型拖車。
其沒有配備任何武器，但具備優秀的防禦力，並且可搭載Dyna Mach與Dyna Mobile。
為Dyna Robo的雙腿。
Dyna Robo
由Dyna Mach、Dyna Mobile與Dyna Garry合體的巨型機器人。
其配備武器皆有科學劍、盾牌Dyna Shield等。
其必殺技為「科學劍．閃電重力落」，當Dyna Robo跳躍至半空中，以科學劍蓄積閃電的能源，隨後從半空急速降下斬擊敵人。

## 設定
夢野發明中心
為夢野博士開設的發明中心，亦為前往Dynastation的據點入口。
後來因被潔諾比亞識破其據點入口而被迫暫時休業，直至與邪進化的戰鬥完畢為止。
Dynastation
炸藥人的秘密基地，隱藏於東京近郊的一處水壩。
格蘭基茲摩
邪進化的怪物外型移動要塞。
平時會潛伏在火山口內，而配備武器為其兩側的火箭炮及從其嘴部發射的導彈；另外基茲摩斯奇托亦會從其嘴部出發。
最後在與炸藥人決戰中則不敵Dyna Robo的科學劍·閃電重力落而墜毀。
基茲摩斯奇托
邪進化的單座式戰鬥機。
配備武器為光線砲。
雷特洛基因
由夢野博士於過去發明的基因。
擁有讓細胞急速增長的功效，因而成為能讓其尾巴數目增加的有尾人之覬覦目標。

## 製作團隊
製作人員：
- 原作：八手三郎
- 製作人：
  - 朝日電視台：阿部征司、加藤守啓
  - 東映：鈴木武幸
  - 東映Agency：富田泰弘

- 劇本：曾田博久、三木孝祐、鷺山京子、寺田憲史、松本功、山中伊知郎、吉田竣亮
- 導演：東條昭平、山田稔、服部和史、堀長文
- 動作導演：山岡淳二、橋本春彦（Japan Action Club）
- 配樂：京建輔
- 特攝導演：矢島信男
- 製作：朝日電視台、東映、東映Agency

皮套演員：
-  炸藥紅：新堀和男
-  炸藥黑：春田純一、喜多川務
-  炸藥藍：卯木浩二
-  炸藥黃：柴原孝典、時田優
-  炸藥粉紅：志村忍

## 播放列表
以下時間以當地時間（日本時間）為準：
| 播放日期   | 集數 | 標題 （日語）（漢譯） | 登場進化獸→機械進化              | 編劇       | 導演     |
| ---------- | ---- | --------------------- | -------------------------------- | ---------- | -------- |
| 1983/02/05 | 1    | 有尾人一族的挑戰      | - 螃蟹進化（声：西尾德）         | 曾田博久   | 東條昭平 |
| 1983/02/12 | 2    | 追逐夢想的戰士們      | - 犀牛進化（声：依田英助）       | 曾田博久   | 東條昭平 |
| 1983/02/19 | 3    | 蝙蝠地獄飛行          | - 蝙蝠進化（声：西尾德）         | 曾田博久   | 山田稔   |
| 1983/02/26 | 4    | 轟隆轟隆化石人        | - 三葉蟲進化（声：依田英助）     | 曾田博久   | 山田稔   |
| 1983/03/05 | 5    | 進化獸的惡夢          | - 貘進化（声：丸山詠二）         | 曾田博久   | 東條昭平 |
| 1983/03/12 | 6    | 死鬥！毒蛇魔境        | - 蛇進化（声：依田英助）         | 三木孝祐   | 服部和史 |
| 1983/03/19 | 7    | 東京火海作戰！        | - 海綿進化（声：西尾德）         | 鷺山京子   | 服部和史 |
| 1983/03/26 | 8    | 邪惡之花 王女奇梅拉   | - 蝴蝶進化（声：西尾德）         | 曾田博久   | 山田稔   |
| 1983/04/02 | 9    | 決死的炸彈比賽        | - 蠍子進化（声：依田英助）       | 曾田博久   | 山田稔   |
| 1983/04/09 | 10   | 來自宇宙的入侵者      | - 章魚進化（声：西尾德）         | 寺田憲史   | 東條昭平 |
| 1983/04/16 | 11   | 魚逆襲人類之日        | - 海豚進化（声：依田英助）       | 寺田憲史   | 東條昭平 |
| 1983/04/23 | 12   | 被盯上的血庫          | - 跳蚤進化（声：依田英助）       | 松本功     | 服部和史 |
| 1983/04/30 | 13   | 被綁架的新娘          | - 青蛙進化（声：丸山詠二）       | 鷺山京子   | 服部和史 |
| 1983/05/07 | 14   | 小短尾兵的突襲        | - 龍虱進化（声：大宮悌二）       | 寺田憲史   | 山田稔   |
| 1983/05/14 | 15   | 忍術對奇梅拉妖術      | - 壁虎進化（声：西尾德）         | 曾田博久   | 山田稔   |
| 1983/05/21 | 16   | 阿蘇山大爆炸作戰      | - 始祖鳥進化（声：依田英助）     | 曾田博久   | 東條昭平 |
| 1983/05/28 | 17   | 恐怖！九州大地震      | - 恐龍進化（声：西尾德）         | 曾田博久   | 東條昭平 |
| 1983/06/04 | 18   | 襲擊東京的大海嘯      | - 魟魚進化（声：依田英助）       | 鷺山京子   | 山田稔   |
| 1983/06/11 | 19   | 紅色毒花是導火線      | - 豪豬進化（声：依田英助）       | 松本功     | 山田稔   |
| 1983/06/18 | 20   | 追逐！天草的太陽      | - 烏賊進化（声：依田英助）       | 曾田博久   | 東條昭平 |
| 1983/06/25 | 21   | 憤怒的北斗必殺劍      | - 鱷魚進化（声：西尾德）         | 曾田博久   | 服部和史 |
| 1983/07/02 | 22   | 惡作劇大作戰！        | - 貓進化（声：依田英助）         | 山中伊知郎 | 服部和史 |
| 1983/07/09 | 23   | 人類蛞蝓作戰          | - 蛞蝓進化（声：依田英助）       | 鷺山京子   | 東條昭平 |
| 1983/07/16 | 24   | 恐怖的彗星大逼近      | - 狐狸進化（声：依田英助）       | 吉田竣亮   | 東條昭平 |
| 1983/07/23 | 25   | 謎之大笑地獄          | - 蜜蜂進化（声：依田英助）       | 吉田竣亮   | 山田稔   |
| 1983/07/30 | 26   | 激鬥！太陽的燈塔      | - 海星進化（声：依田英助）       | 松本功     | 山田稔   |
| 1983/08/06 | 27   | 死亡之音 陣雨般的蟬鳴 | - 蟬進化（声：丸山詠二）         | 寺田憲史   | 山田稔   |
| 1983/08/13 | 28   | 拯救人偶人！          | - 斑蚊進化（声：西尾德）         | 寺田憲史   | 東條昭平 |
| 1983/08/20 | 29   | 奇梅拉的詛咒之衣      | - 仙人掌進化（声：丸山詠二）     | 曾田博久   | 山田稔   |
| 1983/08/27 | 30   | 敵人是學習進化獸      | - 棘蟻進化（声：依田英助）       | 曾田博久   | 東條昭平 |
| 1983/09/03 | 31   | 間諜有尾人的陷阱      | - 螳螂進化（声：丸山詠二）       | 曾田博久   | 堀長文   |
| 1983/09/10 | 32   | 消失的威力槍          | - 蜘蛛進化（声：依田英助）       | 曾田博久   | 東條昭平 |
| 1983/09/17 | 33   | 不能變身的Red         | - 猛獁進化（声：依田英助）       | 曾田博久   | 堀長文   |
| 1983/09/24 | 34   | 強敵！機械進化        | - 導彈龍蝦（声：丸山詠二）       | 曾田博久   | 服部和史 |
| 1983/10/01 | 35   | 尋找新必殺技          | - 斷頭台蜥蜴（声：依田英助）     | 曾田博久   | 服部和史 |
| 1983/10/08 | 36   | 出現了！必殺技！      | - 機關槍美洲豹（声：依田英助）   | 曾田博久   | 東條昭平 |
| 1983/10/15 | 37   | 女將軍潔諾比亞        | - 電氣鰻魚（声：西尾德）         | 曾田博久   | 東條昭平 |
| 1983/10/22 | 38   | 時光倒流！天才腦袋    | - 鎧甲玫瑰（声：西尾德）         | 曾田博久   | 山田稔   |
| 1983/10/29 | 39   | 擁抱吧！有尾人之蛋    | - 雷射鷹（声：丸山詠二）         | 曾田博久   | 山田稔   |
| 1983/11/05 | 40   | 爆發！無言的怒火      | - 文書處理器犰狳（声：依田英助） | 曾田博久   | 山田稔   |
| 1983/11/12 | 41   | 消失於黑暗中的暴走族  | - 鋼鑽馬→鋼鑽天馬（声：西尾德）  | 松本功     | 堀長文   |
| 1983/11/19 | 42   | 挑戰 暗黑騎士         | - 戰斧熊（声：依田英助）         | 曾田博久   | 堀長文   |
| 1983/11/26 | 43   | 島！你是藍色閃電      | - 火箭炮虎（声：西尾德）         | 曾田博久   | 山田稔   |
| 1983/12/03 | 44   | 爆炸！岩漿炸彈        | - 挖土機猩猩（声：依田英助）     | 松本功     | 山田稔   |
| 1983/12/10 | 45   | 媽媽是潔諾比亞？      | - 彩虹變色龍（声：依田英助）     | 曾田博久   | 東條昭平 |
| 1983/12/17 | 46   | 貫穿愛的軍刀          | - 噴射機鼯鼠（声：西尾德）       | 鷺山京子   | 東條昭平 |
| 1983/12/24 | 47   | 惡魔願望的十根尾巴    | - 毒氣黃鼠狼（声：依田英助）     | 曾田博久   | 服部和史 |
| 1984/01/07 | 48   | 夢野博士的大秘密      | - 迴力鏢胡狼（声：丸山詠二）     | 曾田博久   | 服部和史 |
| 1984/1/14  | 49   | 卡亞將軍的末日        | - 電腦龍（声：依田英助）         | 曾田博久   | 東條昭平 |
| 1984/01/21 | 50   | 甦醒的強敵            | - 烈焰斯芬克斯（声：丸山詠二）   | 曾田博久   | 東條昭平 |
| 1984/01/28 | 51   | 賭上明日的戰鬥        | - 烈焰斯芬克斯（声：丸山詠二）   | 曾田博久   | 東條昭平 |

## 音樂
片頭曲：
作詞：小池一夫
作曲、編曲：京建輔
演唱：MoJo、蟋蟀'73
片尾曲：
作詞：小池一夫
作曲、編曲：京建輔
演唱：MoJo、蟋蟀'73
插曲：

作詞：相良好章
作曲、編曲：京建輔
演唱：MoJo、蟋蟀'73

作詞：相良好章
作曲：富田伊知郎
編曲：吉村浩二
演唱：MoJo

作詞：八手三郎
作曲、編曲：京建輔
演唱：MoJo

作詞：相良好章
作曲：富田伊知郎
編曲：吉村浩二
演唱：MoJo

作詞：曾田博久
作曲、編曲：京建輔
演唱：MoJo

作詞：八手三郎
作曲、編曲：京建輔
演唱：MoJo

作詞：相良好章
作曲：富田伊知郎
編曲：吉村浩二
演唱：MoJo、蟋蟀'73

## 劇場版
《科學戰隊炸藥人》
與此作同名的劇場版電影，於1983年3月12日首映。
製作人員：
- 導演：東條昭平
- 劇本：曾田博久

## 外部連結
- http://www.super-sentai.net/sentai/dyna.html （页面存档备份，存于）
- DVD 